# ジェネシス計画 (スタートレック)
ジェネシス計画とは、『スタートレック』の劇場作品に登場する架空の計画。

## 概要
カーク提督の元恋人キャロル・マーカス博士の研究チーム（彼女とカークの息子ディヴィッドを含む）によって進められていた、物質を分解し再構築することで不毛の惑星を生命に適した環境へと変える事が出来るテラフォーミング装置の一種、ジェネシス装置の開発プロジェクトである。
しかし、既存の有人惑星に対して使用すれば、惑星を丸ごと滅ぼす大量破壊兵器に転用できることから、カークに復讐をもくろむカーンによってジェネシス装置は奪われてしまう。カーンは強奪した宇宙船USSリライアントを率いてカークのエンタープライズに戦いを挑むが、カークの挑発に乗ってムタラ星雲のガス雲の嵐と静電気放電の稲妻の中に誘い込まれ、返り討ちにされてしまう。カーンは最後の手段としてジェネシス装置を自爆モードで起動させる。ムタラ星雲およびリライアントは原子レベルで分解され、新しい惑星ジェネシスが誕生した。
しかし、ジェネシス装置は不安定な元素を用いた不完全なものであった。それによって生み出された惑星ジェネシスもまた不安定で不完全であり、ジェネシスは急激な地殻変動を起こし、惑星そのものが急激に劣化して崩壊した。また、マーカス博士ら研究チームは、ジェネシス計画の報告を傍受し、連邦の旗を掲げた肥沃な新惑星が大量生産されることを恐れたクリンゴン帝国のクルーグ艦長率いるバード・オブ・プレイに攻撃され、多数の死傷者を出した。
以後、ジェネシス計画は後発作品に登場していない。

## 登場作品
- 『スタートレックII カーンの逆襲』
- 『スタートレックIII ミスター・スポックを探せ!』